# كوماليكيزيك

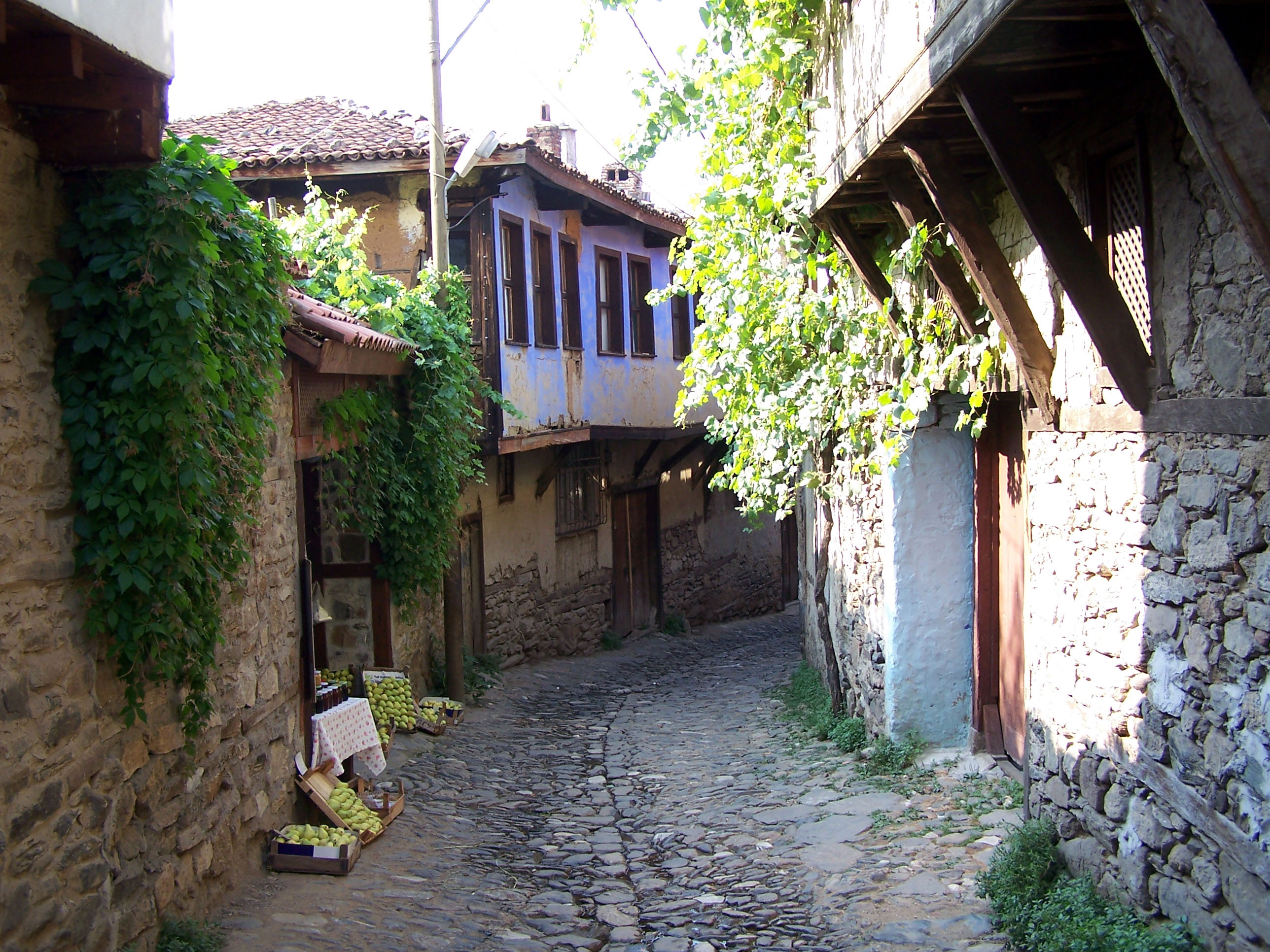

كوماليكيزيك هي قرية في منطقة يلدريم، محافظة بورصة، تقع على بعد 10 كيلو متر من شرق بورصة. وهي واحدة من القرى الخمسة الموجودة على حواف «أولوداغ». وتعود هذه القرية إلى ما قبل 700 سنة وهي إحدى القرى النادرة التي مُحافظة على البناء المعماري العائد للحقبة العثمانية والتي لا تزال تحتفظ بطراز الحياة التقليدية.
تم فرض الحماية على القرية في عام 1980 بهدف المحافظة على طابع القرية. وتحمل منازل هذه المنطقة طابع الفن المعماري التركي العثماني، ويسود في هذه المدينة أستعمال المواد الصخرية مع الخشب في الطبقات الأرضية، وتكون الجدران في الغالب، بلون الأصفر، الأزرق، الأبيض، البنفسجي والأخضر.